# SCORM
SCORM (Sharable Content Object Reference Model) je tehnični standard, ki definira, kako naj bodo spletne učne vsebine narejene in dostavljene učencem.
SCORM je zbirka standardov in navodil za spletno e-učenje. SCORM tudi definira, kako je lahko vsebina zapakirana v prenosni ZIP datoteki.
SCORM je izdelal Advance Distributed Learning - ADL - na pobudo Ministrstva za obrambo Združenih držav Amerike.

## SCORM Verzije

### SCORM 1.0
Originalna verzija. Predstavljeni so bili SCO (Sharable Content Object) in API model. Verzija 1.0 je bila za dokaz koncepta.

### SCORM 1.1
Prva produkcijska verzija. Uporabi se XML format za zapis strukture AICC. Zaradi pomankljivosti, ga hitro nadomesti verzija 1.2. Zelo malo LSM podpira podpira ta standard.

### SCORM 1.2
Prva dejansko uporabna verzija. 

### SCORM 2004
Trenutna verzija.

#### SCORM 2004 Izdaje
- Prva izdaja (januar 2004)
- Druga izdaja (julij 2004)
- Tretja izdaja (oktober 2006)

#### SCORM 2004 Zvezki specifikacij
Scorm 2004 sestavljajo naslednji zvezki.
- Pregled (Overview) — uvod v SCORM in opiše kako se posamezni zvezki med seboj povezani
- Content Aggregation Model — opisuje pakiranje vsebine in učinih objektov
- Izvajalno okolje (Run-Time Environment) — opisuje API in podatkovni model za komunikacijo med vsebinskimi objekti in sistemom učinih objektov
- Zaporednost in upravljanje (Sequencing and Navigation) — opisuje kako si sledijo učne vsebine in kako se tolmačijo.
- Skladnost z zahtevami standarda (Conformance Requirements) — natančen opis, kaj vse se zahteva in je potrebno, da je nekaj skladno s ADL SCORM standardom.